# 科什保尔洛格
科什保尔洛格（匈牙利語：Kóspallag），是匈牙利佩斯州所辖的一个村。总面积12.77平方公里，总人口792，人口密度62.0人/平方公里（2011年1月1日）。